# Crash! Boom! Bang! (singolo)
Crash! Boom! Bang! è una canzone del duo svedese dei Roxette, title track e secondo singolo estratto dall'album Crash! Boom! Bang!.
Nonostante il titolo, il brano è una ballata romantica e malinconica, molto differente dai precedenti lavori che avevano caratterizzato la produzione dei Roxette.
Il singolo è stato un modesto successo in Europa, riuscendo ad entrare nelle top 20 soltanto di Austria e Svezia, ed è stato il primo singolo del duo a non entrare nella Billboard Hot 100

## Tracce
CD-Maxi
1. Crash! Boom! Bang! - 4:25
2. Joyride (Live from MTV Unplugged) - 5:35
3. Run To You (Demo December '92) - 3:45

## Classifiche
| Classifica (1993) | Posizione più alta |
| ----------------- | ------------------ |
| Austria           | 19                 |
| Paesi Bassi       | 23                 |
| Svezia            | 17                 |
| Nuova Zelanda     | 50                 |
| Regno Unito       | 26                 |